# Carlos Nicholson Jefferson
Carlos Walter Luis Nicholson Jefferson (Arequipa, 22 de julio de 1890-1966) fue un militar, geógrafo y diplomático peruano.

## Biografía
Hijo del inglés Manuel Carlos Walter Nicholson Boddy y de la peruana Sara Jefferson Gibson. Estudió primaria y secundaria en el Colegio San José de Arequipa y luego ingresó a la Facultad de Ciencias de la Universidad Nacional de San Agustín de Arequipa (1907). Asimismo, siguió estudios militares en la Escuela Militar de Chorrillos (1908) y en la École de Saint-Maixent y en la École Militaire de Saint-Cyr (1911-1913), estás dos últimas en Francia, consiguiendo, además el título de Licenciado en Ciencias por la Escuela Normal Superior de París. Posteriormente, obtuvo el grado de oficial del Estado Mayor de la Escuela Superior de Guerra de Chorrillos (1918-1919) y de la Universidad de Berlín (1930-1931).
En 1920, se casó con Julia Llosa Landázuri, tía lejana del escritor Mario Vargas Llosa y parienta del Cardenal Juan Landázuri Ricketts.
Desde 1936, fue profesor de Geografía y Climatología del Perú en la Universidad de San Agustín, de la que llegó a ser vicerrector. En 1940, recibió una beca de la Fundación Guggenheim para estudios comparativos sobre los climas de las costas peruana y californiana. Realizó estudios del clima peruano, intentando, en 1942, hacer un mapa de este, según la clasificación climática de Köppen y dividiéndolo en tres regiones: Pacífica, Andina y Atlántica.
Fue, además, el primer embajador del Perú en China, durante el gobierno del presidente José Luis Bustamante y Rivero.

## Publicaciones
- Nociones Elementales de Táctica General, 1915
- Organización de Formaciones Andinas, 1917
- Nociones sobre los Servicios de un Ejército, 1919
- Guía y Reglamento de Educación Física (con Omer Pucheu), 1921
- Curso de Organización Militar y de Movilización, 1921
- Organización de la Frontera Sudeste, 1928
- Un Año en un Regimiento de Infantería Alemán, 1932
- La Descentralización, 1934
- Ensayos de Geografía Política del Perú, 1935
- Fitogeografía General, 1939
- Traducción de Los Andes del Sur del Perú, 1938.